# BZRK Records
BZRK Records (uitspr. Beezurk) is opgericht door Mark Vos (a.k.a. Buzz Fuzz). Het is een sub-label van  Masters of Hardcore. Het label produceert early hardcore en hardcore. Er staan 7 artiesten onder contract. Het label organiseert ook feesten als: Buzz Fuzz goes BZRK en BZRK Mental Health Centre.

## Artiesten
- Buzz Fuzz
- Bertocucci Feranzano
- Tony Salmonelli
- Pino D'Ambini
- Menace II Society
- DJ Promo
- Cruel Intentions
- Skuffa
- Mainstage Maffia
- T-Wisted
- Public Domain
- Ramirez
- Jeremy
- E-Rick & Tactic